# San Juan Atepec
San Juan Atepec è un comune del Messico, situato nello stato di Oaxaca.